# Louisiana State Penitentiary

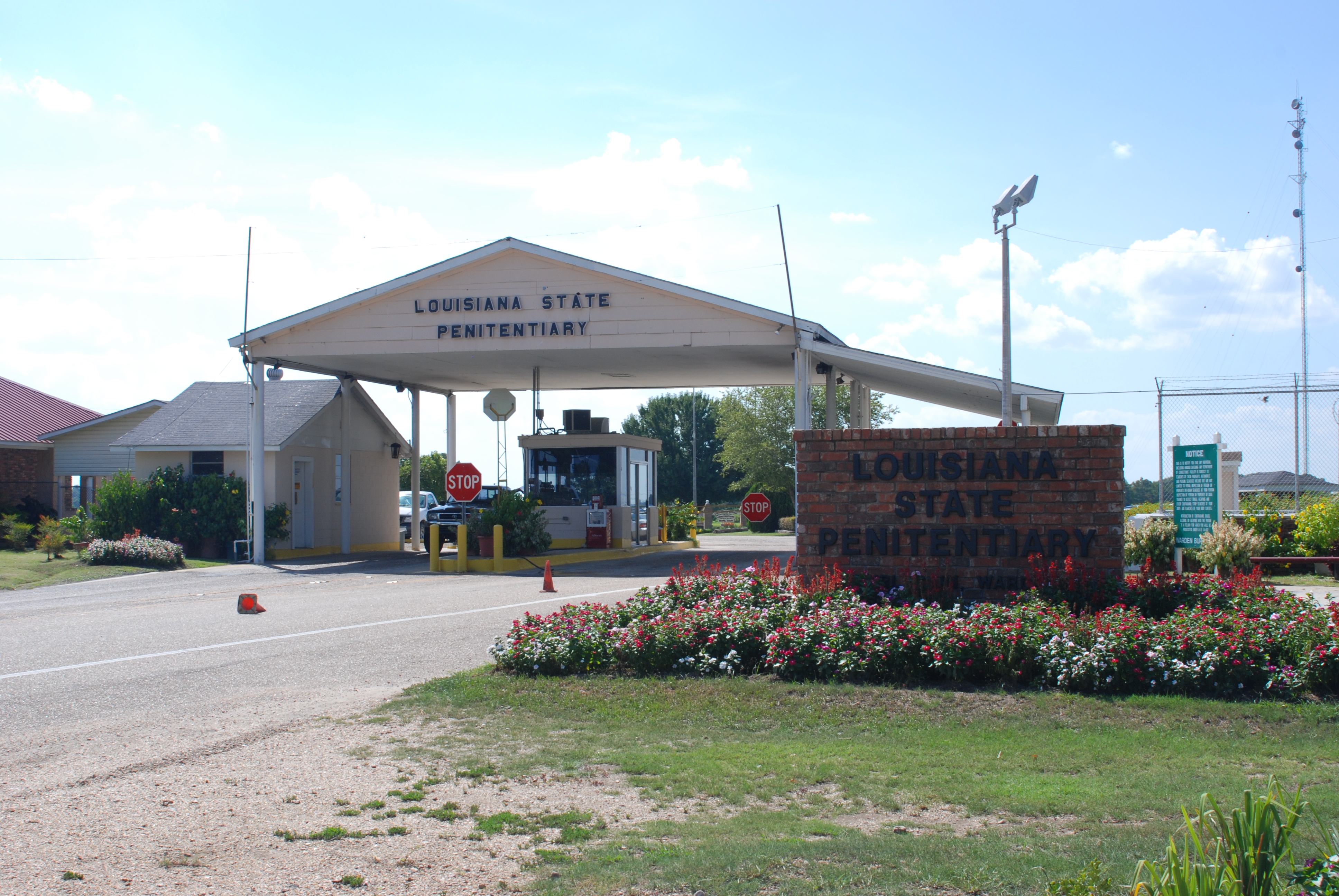
Louisiana State Penitentiary

Angola of Louisiana State Penitentiary is de grootste gevangenis in de Verenigde Staten. De gevangenis, 59 mijl ten noordwesten van Baton Rouge in de staat Louisiana, heeft ongeveer 5000 gevangenen (tachtig procent van hen is Afro-Amerikaans) en zo'n 1800 personeelsleden. De gevangenis is omgeven door landbouwgrond met een grondoppervlakte van 73km², aangrenzend aan de grens met Mississippi. De gevangenis wordt langs drie kanten omringd door de Mississippi, waardoor de kans op overstroming nooit ver weg is. Het land waarop de gevangenis gevestigd is, werd ooit bewerkt door slaven. Nu doen de gevangenen er verplicht soortgelijk werk, voor vier dollarcent per uur.

## Geschiedenis
Het stuk grond waarop later de gevangenis zou worden gebouwd, werd door Isaac Franklin rond 1830 aangekocht. Hij kon de lap grond kopen door de winst die hij met zijn bedrijf had gemaakt: Franklin was gespecialiseerd in de slavenhandel. Zijn firma was gelegen in Alexandria (Virginia) en Natchez (Mississippi) en bestond uit vier plantages: Panola, Belle View, Killarney, en Angola. De plantages werden door Isaac Franklins weduwe verkocht aan Samuel Lawrence James, in 1880. James bewerkte de plantages door gebruik te maken van gevangenen die hij huurde van de staat Louisiana. De staat kreeg in 1901 de volledige controle over de vier plantages. In 1916 werden alle bewakers ontslagen om geld te besparen: om de plaats van de bewakers op te vullen selecteerde men gevangenen op basis van vertrouwen (het Trusty-systeem). Onnodig te zeggen dat van dit systeem veel misbruik werd gemaakt.
In de jaren 50 degenereerde de Angola-gevangenis tot een van de slechtste gevangenissen in de Verenigde Staten. In 1952 sneden 31 gevangenen hun achillespees door uit protest tegen de slechte werkomstandigheden en de brutaliteiten die ze moesten ondergaan. In de jaren vijftig, zestig en zeventig kwam de gevangenis af en toe in het nieuws door aanvallen en moorden door bewakers.
In 1972 kreeg 'Angola' een nieuwe directeur: men hoopte dat de gevangenis weer optimaal ging functioneren. Aan het Trusty-systeem (gevangenen bewaken gevangenen) kwam een einde. Het geweld in de gevangenis nam af. Ook volgende gevangenisdirecteuren hebben geprobeerd de omstandigheden in de gevangenis te verbeteren en Angola wordt nu beschouwd als een voorbeeldige gevangenis. Op de website afficheert de gevangenis zichzelf ook zo: de gevangenis biedt nu een "stabiele, veilige en constitutionele omgeving". Volgens de huidige adjunct-directeur staat Angola bekend als een "innovatieve en vooruitstrevende gevangenis". In de gevangenis moeten de gevangenen echter nog steeds werken op de omringende landbouwgronden. Volgens gevangenen en hun advocaten zijn de meeste veranderingen cosmetisch. Afhankelijk van het soort werk dat hij moet doen krijgt de gevangene vier tot twintig dollarcent per uur. Ze krijgen daar maar de helft van: de rest komt op een rekening, waarmee de gevangene later een nieuw leven moet zien te beginnen. De meeste gevangenen komen echter nooit vrij: 97 procent sterft achter de tralies. Veel gevangenen maken na disciplinaire maatregelen ook zeer lange werkdagen en werken dan wel 65 uur per week. Vaak hebben ze dan niet eens wat gedaan. Ook worden gevangenen nog steeds geslagen, waarbij racisme een rol speelt.
In de jaren 80 bleek dat een aantal gedetineerden vanuit de gevangenis homo- en biseksuele mannen afpersten. Er werd geadverteerd in kranten en dergelijke, waarbij men zich voordeed als een jonge homoseksuele man die een oudere heer zocht om mee te schrijven en wie weet meer. Slachtoffers die op de advertentie reageerden kregen foto's terug van een knappe jonge man, en er ontstond een correspondentie. Wanneer het slachtoffer voldoende incriminerende informatie over zichzelf had gegeven en tot over zijn oren verliefd was, werd om geld gevraagd. Aanvankelijk was dit 'geld voor levensonderhoud', maar wanneer de mannen afhaakten werd met chantage gewerkt: als niet werd betaald zou men aan de grote klok hangen dat het slachtoffer homo was en stiekem erotische brieven aan andere mannen schreef. De advocaat van een van de gedetineerden speelde een belangrijke rol in het beheer van de offshore rekeningen. Uiteindelijk probeerde Kirksey McCord Nix op deze manier genoeg geld in te zamelen om gratie van de corrupte gouverneur te 'kopen'. De plot van het boek The Brethren van John Grisham is op deze zwendel gebaseerd.
Het open beleid van de huidige directeur heeft ertoe geleid dat enkele films (Dead Man Walking en Monster's Ball) voor een deel in Angola werden opgenomen. De gevangenis organiseert in april en oktober een rodeo voor het publiek met de gevangenen. Verder maken gevangenen een tijdschrift, The Angolite, waarin ze mogen schrijven wat ze willen. De gevangenis heeft een museum, met daarin een elektrische stoel, die voor het laatst werd gebruikt voor de executie van Andrew Lee Jones op 22 juli 1991.
Op het terrein van de gevangenis bevindt zich ook de Prison View Golf Course, een 5,500 m. 9 hole, 72 par golfbaan. Het is hiermee de enige Amerikaanse gevangenis met een golfbaan op zijn grondgebied.

## Bekende gevangenen van Angola
- Pianist James Booker
- Country & westernzanger Freddy Fender
- Blueszanger Leadbelly
- Gary Tyler
- Blueszanger Robert Pete Williams

De gevangenis wordt in veel liedjes behandeld.